# Obadiah Gardner

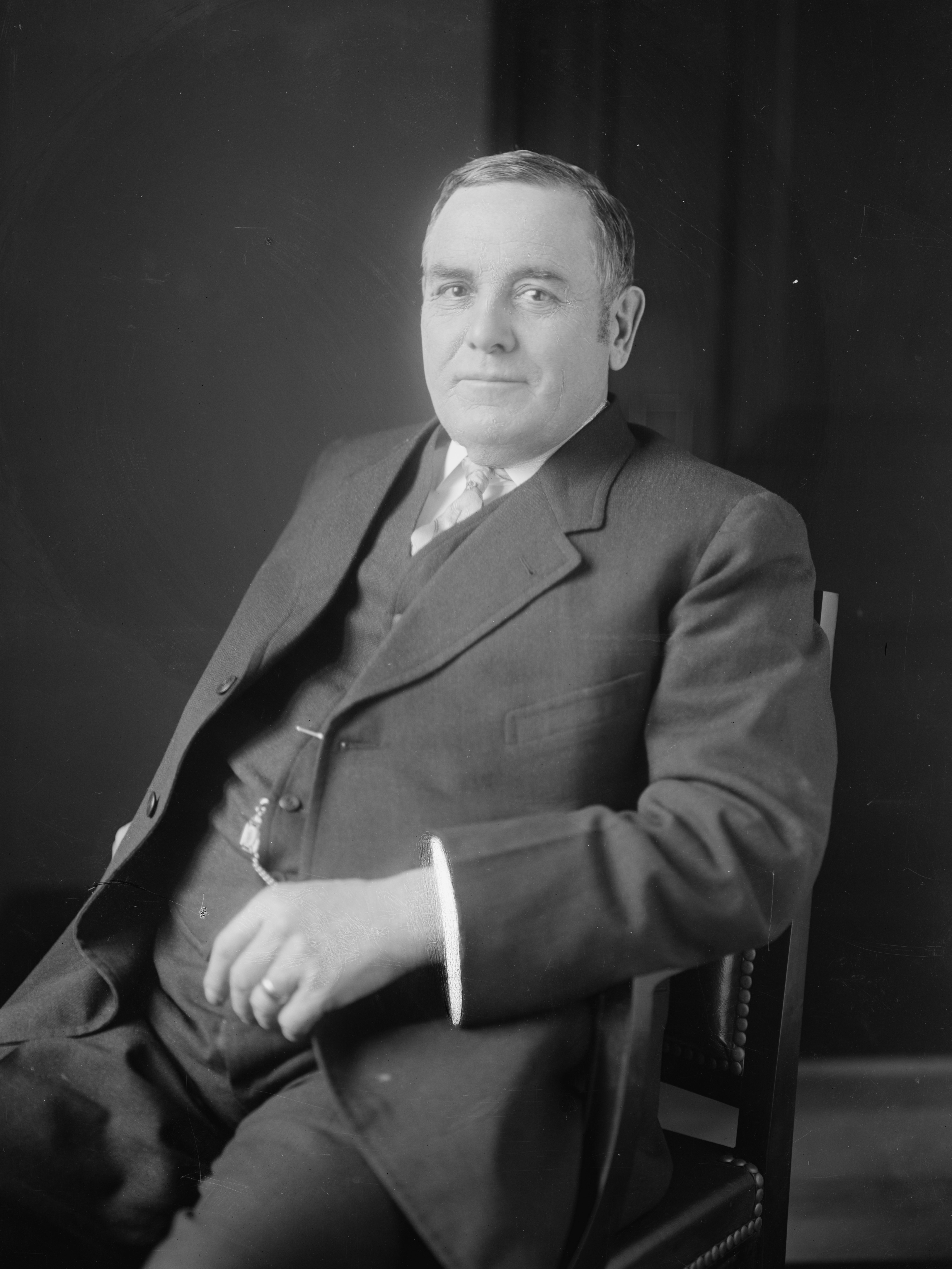
Obadiah Gardner

Obadiah Gardner (* 13. September 1852 bei Port Huron, Michigan; † 24. Juli 1938 in Augusta, Maine) war ein US-amerikanischer Politiker (Demokratische Partei), der den Bundesstaat Maine im US-Senat vertrat.
Der in Michigan geborene Obadiah Gardner zog mit seinen Eltern im Jahr 1864 nach Maine, wo sich die Familie in Union niederließ. In diesem Ort besuchte er die öffentlichen Schulen, ehe er seine Ausbildung an Bildungseinrichtungen in Poughkeepsie und Waterville fortsetzte. Nach seinem Abschluss betätigte er sich in der Landwirtschaft. Unter anderem handelte er mit Bauholz und Kalk; er war aber auch in der Viehzucht aktiv.
Später wurde Gardner Mitglied im Landwirtschaftsausschuss von Maine sowie Präsident (Master) der Maine State Grange. Dies war die Unterabteilung der National Grange of the Order of Patrons of Husbandry in seinem Staat, einer genossenschaftlichen Organisation der amerikanischen Landwirte. 1908 bewarb er sich um das Amt des Gouverneurs von Maine, doch er unterlag dem Republikaner Bert M. Fernald.
Im Jahr 1911 erfolgte die Berufung zum Vorsitzenden des Board of State Assessors, doch diesen Posten legte Gardner nieder, nachdem er als Nachfolger des verstorbenen William P. Frye zum US-Senator ernannt worden war. Er nahm seinen Sitz in Washington ab dem 23. September 1911 ein, bewarb sich danach erfolglos um die Wiederwahl und musste somit am 3. März 1913 wieder aus dem Senat ausscheiden. Nach dieser Niederlage wurde er Mitglied der International Joint Commission, die den Auftrag hatte, Unstimmigkeiten zwischen den Vereinigten Staaten und Kanada über die Nutzung der gemeinsamen Grenzgewässer zu klären. Später hatte er dort den Vorsitz der US-Delegation inne, bis er 1923 in den Ruhestand ging.